# تزک جهانگیری

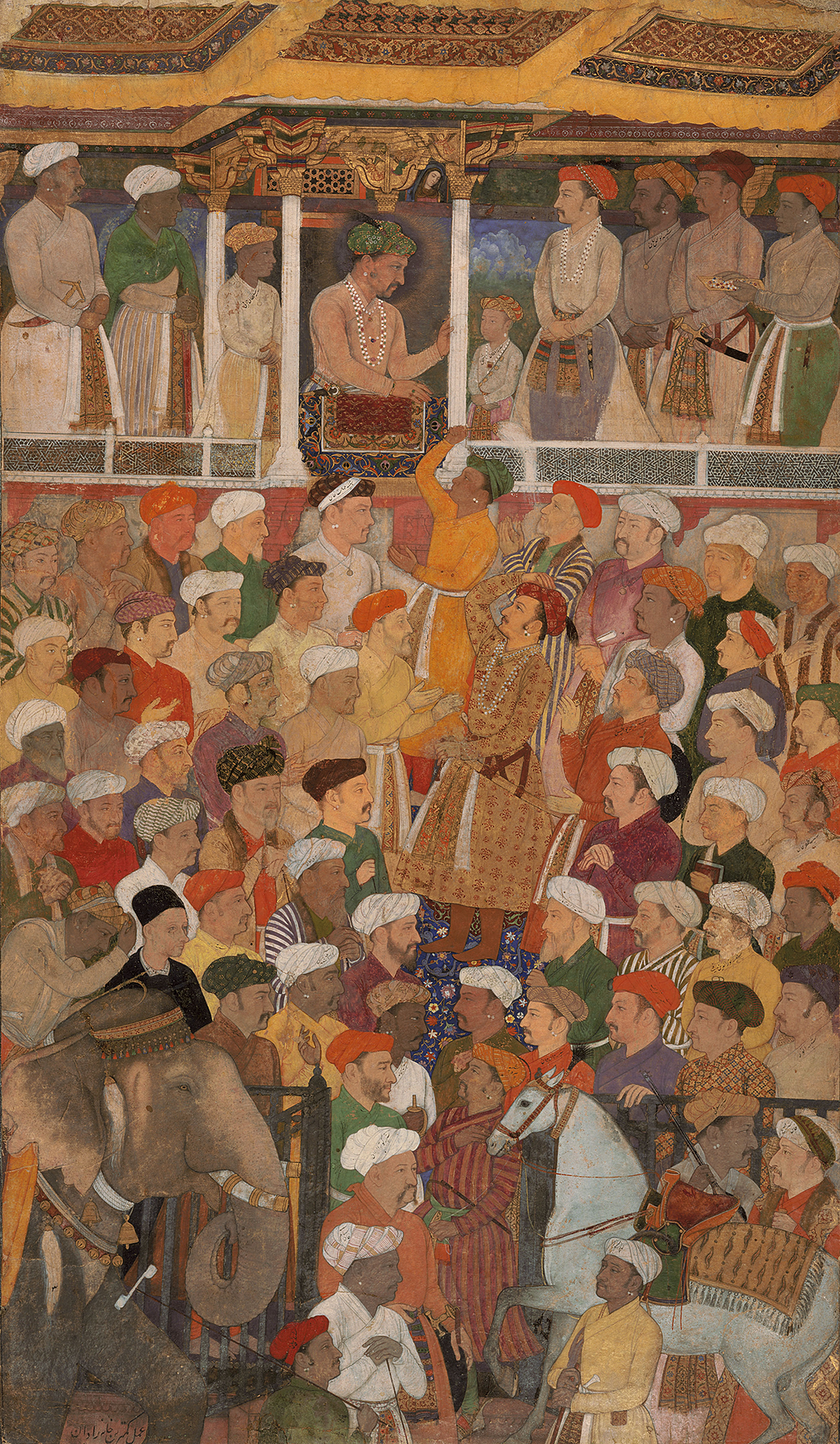
ابوالحسن و منوهار با جهانگیر در دربار از کتاب جهانگیرنامه، c. ۱۶۲۰ گواش روی کاغذ.

تُزک جهانگیری یا توزک جهانگیری زندگینامه نورالدین محمد جهانگیر امپراتور گورکانی (۱۶۲۷–۱۵۶۹) است. همچنین به عنوان جهانگیرنامه به آن اشاره شده‌است، تزک جهانگیری به زبان فارسی است و جهانگیر آن را به سنت جد بزرگ خود، بابُر (۱۴۸۷–۱۵۳۰)، نوشته بود و لذا از بابرنامه الهام گرفته لیکن جهانگیر یک قدم فراتر رفته و علاوه بر تاریخ سلطنت خود، جزئیاتی مانند تأملاتش در مورد هنر، سیاست و همچنین اطلاعاتی در مورد خانواده اش را در کتاب مذکور ارائه کرده‌است.
وی خاطرات خود را به صورت مرحله‌ای در بیشتر زندگی خود نوشت تا اینکه در ۱۶۲۴ کتاب متوقف می‌شود. استودیوی نقاشان به‌طور باشکوهی نسخه خطی وی را مصور کرده‌اند، اما تصاویر بسیار زود پراکنده شدند، بسیاری از آنها در مرقع‌ها (آلبوم‌ها) که توسط پسرانش جمع‌آوری شده بود، یافت می‌شوند. تعدادی از آن‌ها در کتابخانه بریتانیا هستند.

## بررسی اجمالی

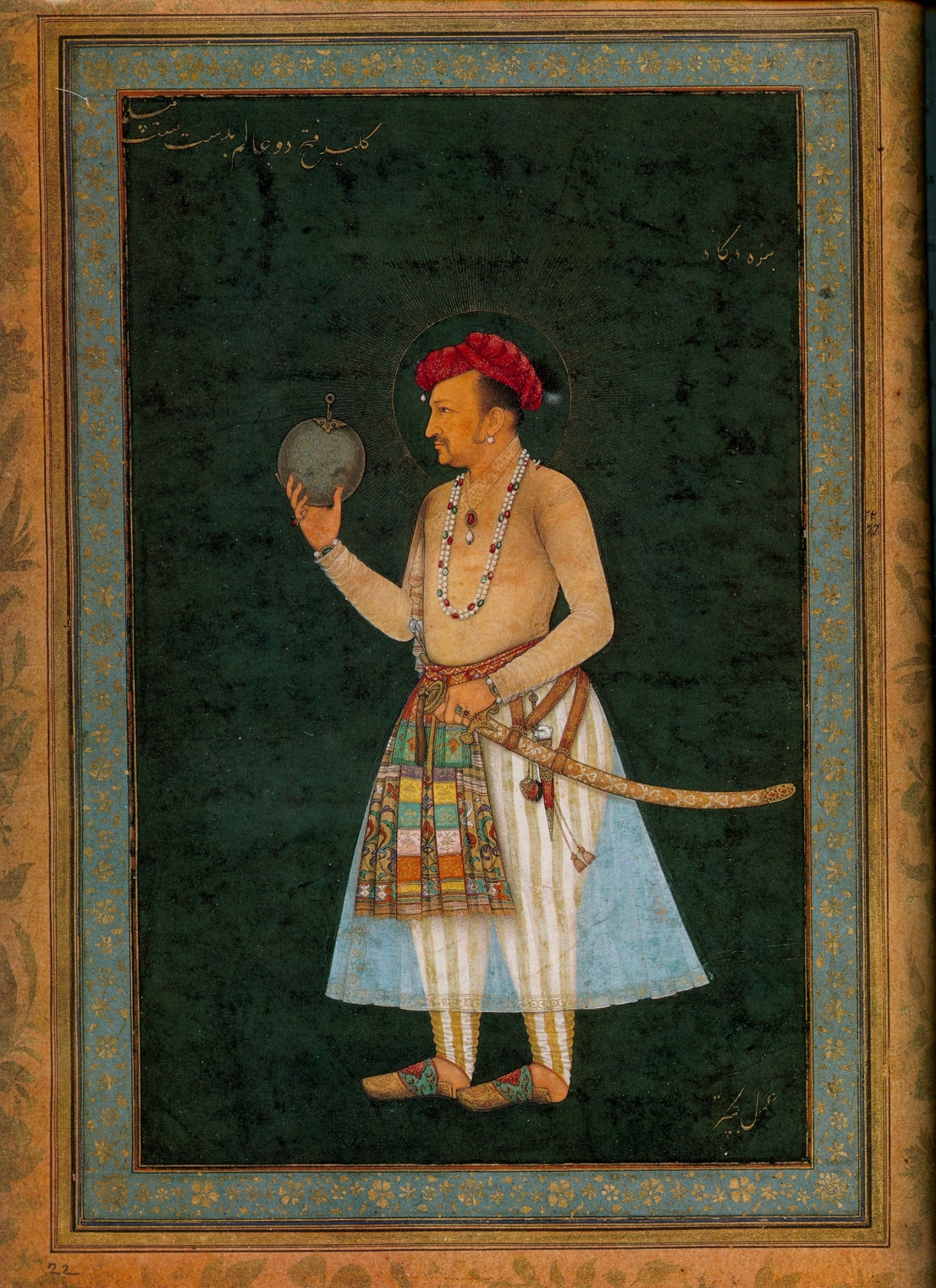
جهانگیر که یک کره زمین در دست دارد، ۱۶۱۴–۱۶۱۸.

این کتاب متن مشروح نوزده سال نخست سلطنت جهانگیر است، اما از نوشتن خاطرات در هفدهمین سال سلطنت صرف نظر شده. (تزک جهانگیری کاملی موجود است که توسط امپراتور جهانگیر نوشته شده و از صفحه اول تا آخرین صفحه‌اش از سال ۱۹۵۰ در موزه ملی هند نگهداری می‌شود) وی سپس این کار را به معتمد خان، نویسنده اقبال نامه، سپرد که خاطرات را تا ابتدای سال نوزدهم ادامه داد. از آنجا به بعد، محمد هادی آن را تا مرگ جهانگیر ادامه داد. این یک نقطه مرجع مهم برای دوران همراهی با پدرش، اکبر، اکبرنامه است. اولین نسخه چاپی مهم جهانگیرنامه توسط سید احمد در غازیپور در سال ۱۸۶۳ و در علیگر در ۱۸۶۴ چاپ شد.
زندگینامه جهانگیر همچنین نشان دهنده ایدئولوژی سلطنتی و دیدگاه جهانگیر در مورد موضوعات مختلف سیاسی، مذهبی و اجتماعی است. در این خاطرات، وی به بسیاری از سیاست‌های قانونگذاری در سطح محلی و ملی امپراتوری بزرگ خود که متشکل از بیشتر هند امروزی، پاکستان و بنگلادش بوده، اشاره می‌کند. از جمله آنها احکام وی برای مدیریت و تنظیم جاگیردارها بود. جاگیردارها دارندگان جاگیر، عنوان اعطای زمین امپراتور بودند. جاگیردارها باید درآمد زمین را می‌گرفتند و عمدتاً برای تأمین هزینه‌های نگهداری نیروها و تأمین نیازهای شهر از آن استفاده می‌کردند. جهانگیر تلاش‌های مختلفی را برای متوقف کردن فساد در سیستم جاگیردارها انجام داد. وی دستور داد بخشی از درآمد زمین برای هزینه بیمارستان‌ها و طبیبان و مجهز شدن هر یک از بناهای مذهبی طبق آیین آن منطقه اختصاص یابد و هر یک از آنها را از استفاده از پول برای منافع شخصی منع کرد. جهانگیر همچنین با دستور به جاگیردارها که خواستار تأیید او قبل از ازدواج با شخصی از شهری که در آن حکومت می‌کردند بودند، جگیردارها را از علاقه به ثروتهای خانوادگی یا زمینی بازداشت.

### ویژگی
یکی از جنبه‌های جالب توجه تزک جهانگیری، پرداختن به مسائل اجتماعی و اقتصادی زمان خود است. جهانگیر در این اثر به تفصیل به سیاست‌های خود در قبال جاگیرداران، نظام مالیاتی، و رفاه عمومی پرداخته است. او با تشریح دستورات و اصلاحات خود، تصویری روشن از تلاش‌هایش برای بهبود وضعیت جامعه و کاهش فساد ارائه می‌دهد. برای مثال، می‌توان به فرمان‌های او در مورد لزوم صرف بخشی از درآمد زمین‌های جاگیرداران برای امور خیریه، ساخت بیمارستان‌ها، و حمایت از اماکن مذهبی اشاره کرد. این اقدامات نشان می‌دهند که جهانگیر، علاوه بر دغدغه‌های سیاسی، به رفاه و آسایش مردم نیز توجه داشته است.
تزک جهانگیری، به عنوان یک منبع تاریخی دست اول، اطلاعات ارزشمندی در مورد ساختار سیاسی، اجتماعی و اقتصادی امپراتوری گورکانی در اوایل قرن هفدهم میلادی ارائه می‌دهد. این اثر نه تنها برای مورخان، بلکه برای علاقه‌مندان به ادبیات، هنر، و فرهنگ نیز جذاب است. جهانگیر با نثر روان و شیوا، خواننده را به دنیای خود می‌برد و او را در تجربه‌های شخصی، دیدگاه‌ها، و عقایدش شریک می‌کند.

## کتابشناسی - فهرست کتب
- Henry Miers Elliot (1875). Wakiʼat-i Jahangiri. Lahore: Sheikh Mubarak Ali.
- Jahangir, Emperor of Hindustan (1829). Memoirs of the Emperor Jahanguir. Translated by Price, Major David. London: J. Murray.
- Jahangir, Emperor of Hindustan (1909).  Beveridge, Henry (ed.). The Tuzuk-i-Janhangīrī or Memoirs of Jahāngīr. Translated by Rogers, Alexander. London: Royal Asiatic Society.
- Jahangir, Emperor of Hindustan (1999). The Jahangirnama: Memoirs of Jahangir, Emperor of India. Translated by Thackston, Wheeler M. Oxford University Press. ISBN 978-0-19-512718-8.
- Losty , JP Roy , Malini (eds) , Mughal India: Art, Culture and Empire, 2013, British Library،شابک ‎۰۷۱۲۳۵۸۷۰۶، ۹۷۸۰۷۱۲۳۵۸۷۰۵

## برای مطالعهٔ بیشتر
- Jahangir, Emperor of Hindustan, The Jahangirnama, Memoirs of Jahangir, Emperor of India, trans. and ed. W.M. Thackston, Oxford University Press, New York and Oxford, 1999